# Environmental audio extensions
Pour les articles homonymes, voir EAX.
Environmental audio extensions (anglais : extensions environnementales audio) ou EAX sont un ensemble de traitements numérique du signal audio. Elles sont présentes dans les cartes sons Sound Blaster de Creative Labs. EAX a supplanté l'alternative A3D (Aureal 3-Dimensional) en 2001.
L'objectif d'EAX est d'ajouter de l'ambiance dans les jeux vidéo en simulant l'environnement audio du monde réel. Jusqu'à EAX 2.0, la technologie se base seulement sur le moteur d'effets du chip EMU10K1 (Sound Blaster Live!). Ce chip est remplacé par un DSP E-mu 8011 intégré au chip audio dans les séries de cartes suivantes. Avant cette utilisation, le 8011 servait à améliorer le rendu MIDI en y ajoutant des effets (tel que la réverbération ou le chorus). Ces effets étaient disponibles sur les cartes Creative depuis l'AWE 32, mais l'EMU10K1 est plus flexible et permet d'altérer d'autres sorties que celle MIDI, y compris la sortie numérique.
L'API EAX est une bibliothèque étendant l'API DirectSound3D de Microsoft, elle ajoute au système de positionnement audio, les effets d'environnement. Les développeurs utilisant EAX choisissent un environnement (salle de bain, théâtre ...) et la carte son utilisera le filtre correspondant.
Le système EAX originel ne permettait que 26 choix et 3 paramètres pour ajuster la sortie et 1 pour l'entrée. Chaque nouvelle révision de la technologie a augmenté les effets disponibles. EAX Advanced HD (aussi connu en tant que EAX 3) et suivant permettent des effets de transitions, de nouveaux effets et la possibilité de les cumuler.
EAX ne s'occupe pas du tout de la position d'une source dans l'environnement. Le positionnement est réalisé par une autre bibliothèque tel DirectSound3D ou Open Audio Library.
La plupart des numéros de versions d'EAX correspondent à une augmentation du nombre de voix simultanées procédées par le matériel. EAX 1.0 supporte 8 voix, EAX 2.0 en permet 32 (Live!), EAX Advanced HD en permet 64 (Audigy) ainsi que EAX 4.0 et enfin EAX 5.0 en permet 128 (ainsi que jusqu'à 4 effets sur chaque voix) (X-FI).